# Anolis menta
Anolis menta — вид ігуаноподібних ящірок родини анолісових (Dactyloidae). Ендемік Колумбії.

## Поширення і екологія
Anolis menta мешкають на західних схилах гірського масиву Сьєрра-Невада-де-Санта-Марта на півночі Колумбії. Вони живуть в гірських тропічних лісах, на висоті від 0,5 до 2 м над землею. Зустрічаються на висоті від 1800 до 2000 м над рівнем моря. Відкладають яйця.

## Збереження
МСОП класифікує стан збереження цього виду як близький до загрозливого. Anolis menta загрожує знищення природного середовища.